# クリントン・スピルスベリー
クリントン・スピルスベリー（Klinton Spilsbury,1951年 - ）はアメリカの俳優。

## 来歴
ノーザンアリゾナ大学アメリカンフットボール部の前監督であるマックス・スピルスベリーの息子として、メキシコ・チワワ州チワワに生まれる。俳優としての経歴は1981年の映画『ローン・レンジャー』が唯一クレジットされた作品であるが、スピルスベリーの台詞はジェームズ・キーチによって吹き替えられた。この『ローン・レンジャー』については、作品やスピルスベリーにまつわるトリヴィアクイズを集めたゲームが発売されている。この作品で第2回ゴールデンラズベリー賞最低主演男優賞と最低新人賞を受賞している。
1989年のParade誌の記事によれば、『ローン・レンジャー』の撮影後はヨーロッパでモデルとして働いていたという。再び俳優として復帰することを望んでいたが、その縁は持ち合わせていなかったようだ、と記事は記している。さらにその後はロサンゼルスで暮らしていることが確認された。